# Maksym Prjadun
Maksym Oleksandrovyč Prjadun (in ucraino Максим Олександрович Прядун?; Kropyvnyc'kyj, 17 febbraio 1997) è un calciatore ucraino, attaccante del Phnom Penh Crown.

## Caratteristiche tecniche
È una seconda punta.

## Carriera
Ha esordito fra i professionisti il 20 maggio 2017 con la maglia dello Zirka in occasione del match di campionato vinto 2-0 contro il Volyn'.